# Pierre de Varignon

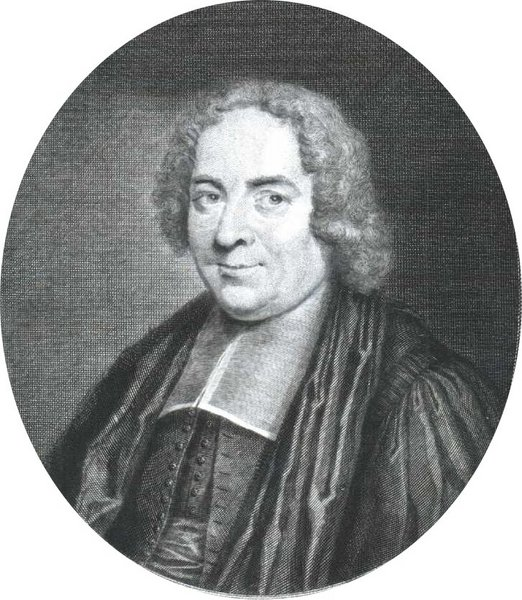
Pierre Varignon

Pierre de Varignon (auch Pierre Varignon) (* 1654 in Caen; † 23. Dezember 1722 in Paris) war ein französischer Wissenschaftler, Mathematiker und Physiker.

## Lebenslauf
Er wurde 1676 zunächst Geistlicher, studierte am Jesuiten-Kolleg in Caen bis 1682 Theologie und Philosophie, und wurde 1683 Priester in Caen. 1686 ging er nach Paris, um am Kollegium Mazarin de Paris Mathematik zu studieren. Er wurde im November 1688 Mitglied der Abteilung für Geometrie der königlichen Akademie der Wissenschaften (Académie royale des sciences). 1699 bekam er seinen ersten Titel von König Ludwig XIV. 1704 wurde er Professor für Mathematik. Nach anderen, weniger glaubhaften Informationen (Lexikon der Naturwissenschaftler) wurde er schon 1688 Professor. Das wäre allerdings schon zwei Jahre nach Beginn seines Studiums gewesen. Von 1710 bis 1712 war er Unter-Direktor und danach bis 1719 Direktor der Akademie. 1711 wurde er auswärtiges Mitglied der Königlich Preußischen Sozietät der Wissenschaften. 1714 wurde er auf Vorschlag von William Jones zum Mitglied (Fellow) der Royal Society gewählt.
Varignon befasste sich neben der Mathematik auch mit der theoretischen Mechanik und Dynamik.

## Mathematische Arbeiten
Er hat 1710 den nach ihm benannten Satz von Varignon gefunden. Hierbei handelt es sich um ein Theorem, welches besagt, dass die Figur, die man erhält, wenn man die Seitenmitten eines beliebigen Vierecks miteinander verbindet, immer ein Parallelogramm ist.
Varignon beschrieb außerdem hyperbolische und logarithmische Spiralen, bei denen sich der Radius mit dem Drehwinkel ändert.

## Physikalische Arbeiten

### Mechanik/Statik
1688 hat er die Zusammensetzung von Kräften in einem Kräfteparallelogramm bewiesen, die zuvor schon von Simon Stevin beschrieben worden war („Gesetz vom Kräfteparallelogramm“). Nach anderen Angaben fand er erst 1710 das „Gesetz vom Kräfteparallelogramm“, wahrscheinlich ist aber das Parallelogramm-Theorem gemeint. – Außerdem befasste er sich mit dem Kraftmoment (Drehmoment), dem Gleichgewicht von Flüssigkeiten und ihrer Bewegung. Varignon gehört zu den Wegbereitern der Technischen Mechanik und schuf unter anderem Grundlagen für die Baustatik. 1690 entwickelte er auch eine mechanische Gravitationserklärung.
Auf Varignon geht auch der Momentensatz zurück, der auch nach ihm als Varignon'scher Satz bekannt ist.

### Kinematik
In zwei Veröffentlichungen der Akademie vom 5. Juli 1698 und 20. Januar 1700 definierte er die Augenblicks-Geschwindigkeit (Geschwindigkeit des Augenblicks) und die Beschleunigung eines Körpers unter Anwendung des Differentialkalküls von Leibniz auf die Bewegungsrichtung eines Festkörpers. Er zeigte, dass es möglich ist, die Beschleunigung eines Körpers aus seiner augenblicklichen Geschwindigkeit durch eine einfache Differentiation abzuleiten. Die Beschleunigung ist die Ableitung der Geschwindigkeit. Er wandte damit die Infinitesimalrechnung auf physikalische Probleme an, wobei er direkt von Newtons Principia beeinflusst war. Newton benutzte zwar die Infinitesimalrechnung, vermied deren Darstellung aber in seiner Principia, sondern gab eine Darstellung in geometrischer Form.

## Schriften
- Projet d'une nouvelle mécanique 1687 (oder 1689)
- Nouvelles conjectures sur la pesanteur 1690
- Nouvelle mécanique, ou Statique 1725
- Éclaircissemens sur l'analyse des infiniment petits et sur le calcul exponentiel des Bernoulli 1725
- Traité du mouvement et de la mesure des eaux jaillissantes 1725
- Elémens de mathématiques 1731